# 买买提·甫拉提
买买提·甫拉提（維吾爾語：待查‎，1941年—）维吾尔族，新疆吐鲁番人。文学评论家、作家。

## 生平
1941年生。在家乡念完小学以后，1953年考进新疆第二师范学校。1959年进新疆大学中文系学习。1964年毕业之后，长时期在工厂从事宣传工作。1975年调到新疆文联《塔里木》（维吾尔文）杂志担任编辑。1985年到1986年，赴中国作家协会鲁迅文学院进修两年。后来，成为新疆文联文艺理论研究室副研究员。
他是中国作家协会会员、中国作家协会新疆分会理事。他主要评论和研究维吾尔当代文学，也创作短篇小说。他写的评论《试论维吾尔诗歌的新发展》在1981年新疆维吾尔自治区30年少数民族文学评奖中获得一等奖。

## 著作
- 买买提·甫拉提，忠诚的友谊，民族出版社，1980年（短篇小说集）
- 买买提·甫拉提，写好一些，写短一些，民族出版社，1981年（评论集）
- 买买提·甫拉提，试论维吾尔小说创作，新疆人民出版社，1985年（评论集）
- 买买提·甫拉提，读书随想录，喀什维吾尔文出版社，1987年（评论集）[1]